# آنری لوشاتلیه
آنری لوئی لوشاتلیه (فرانسوی: Henry Louis Le Châtelier‎؛ ۸ اکتبر ۱۸۵۰ – ۱۷ سپتامبر ۱۹۳۶) مهندس و شیمی‌دان فرانسوی بود که در سال ۱۸۸۴ اصل لوشاتلیه را بیان کرد. او دانش‌آموخته اکول پلی‌تکنیک و دانشگاه سوربن و عضو آکادمی سلطنتی علوم سوئد بود.